# 圣马尔切洛
圣马尔切洛（義大利語：San Marcello），是意大利安科纳省的一个市镇。总面积25.52平方公里，人口2087人，人口密度81.8人/平方公里（2009年）。ISTAT代码为042041。